# Antonio Baboccio da Piperno
Antonio Baboccio da Piperno ou Antonio Baboto né à Priverno,(1351 - 1435)  est un abbé, un sculpteur, un orfèvre et un peintre italien.

## Biographie

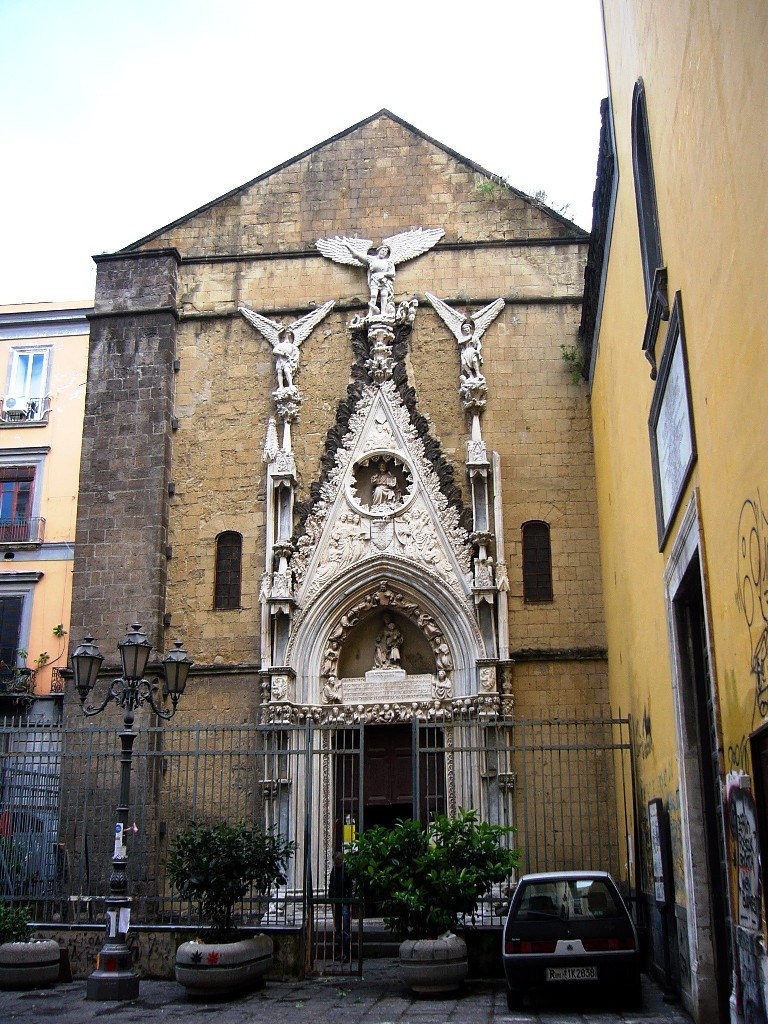
Chapelle Pappacorda (Naples)

Antonio Baboccio da Piperno est né à Piperno dans la province de Latina (Latium).
Sa formation artistique s'est faite au contact de diverses cultures : 
- À Milan il exerce dans un milieu caractérisé par la culture bourguignonne et rhénane ;
- À Bologne au contact de l’expressionnisme émilien.

Sa présence est aussi attestée entre autres à Venise, Naples, Messine.
En 1407 il travaille au chantier du dôme de Milan quand le cardinal Enrico Minutoli le fait venir à Naples gouvernée alors par la maison d'Anjou.
Baboccio avait alors plus de cinquante ans et était un artiste affirmé. C'est néanmoins à Naples qu'il réalise les œuvres qui font sa renommée.
Une de ses œuvres les plus connues, même si l'attribution par la critique n'est pas unanime, est le Tombeau d'Agnès et Clémence de Durazzo dans la basilique Santa Chiara de Naples.
Ce monument funéraire abrite les dépouilles des filles de Charles d'Anjou duc de Durazzo et a été commandé par la reine Marguerite de Durazzo lors de son retour d'exil.
Le Monument funéraire de Marguerite de Durazzo est aussi l'œuvre de Baboccio, qui le réalise en 1412. Ce monument se trouve désormais dans la cathédrale de Salerne.
Le portail de la cathédrale de Messine, une œuvre que Baboccio a sculptée en style bourguignon très en vogue à l'époque, est probablement aussi des environs de l'an 1412.
En 1414 Baboccio reçoit commande du tombeau Penna dans l'église Santa Chiara de Naples, et, en 1415, du portail de la chapelle Pappacoda, sur commande du chef de clan Artuso Pappacoda.
Son dernier travail le  Tombeau de Ludovico Aldomorisco en l'église San Lorenzo Maggiore de Naples, sur lequel figure une incision de la main de Baboccio, est daté de 1421.

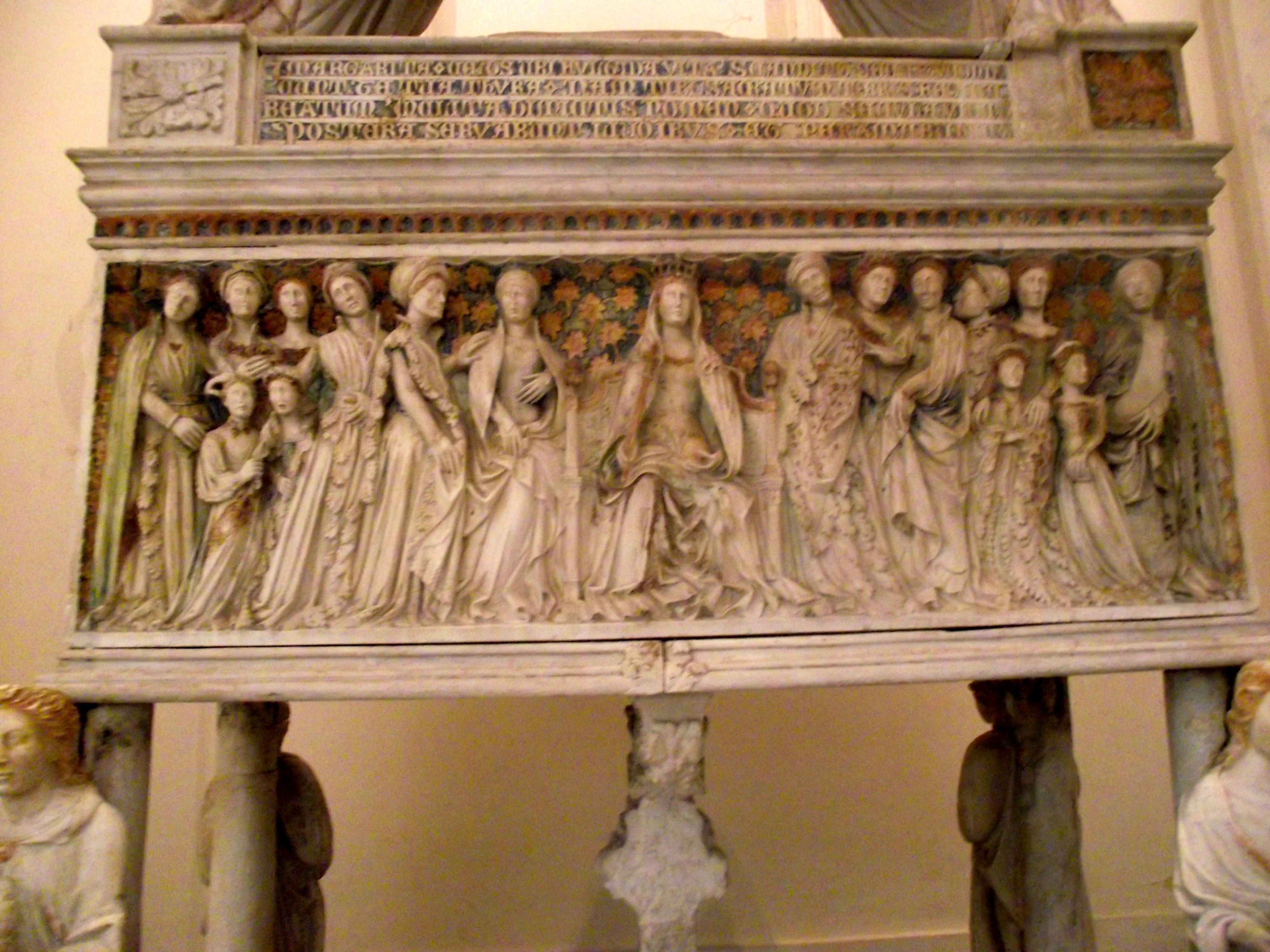
Monument funéraire de Marguerite de Durazzo (détail), 1412, Dôme de Salerne

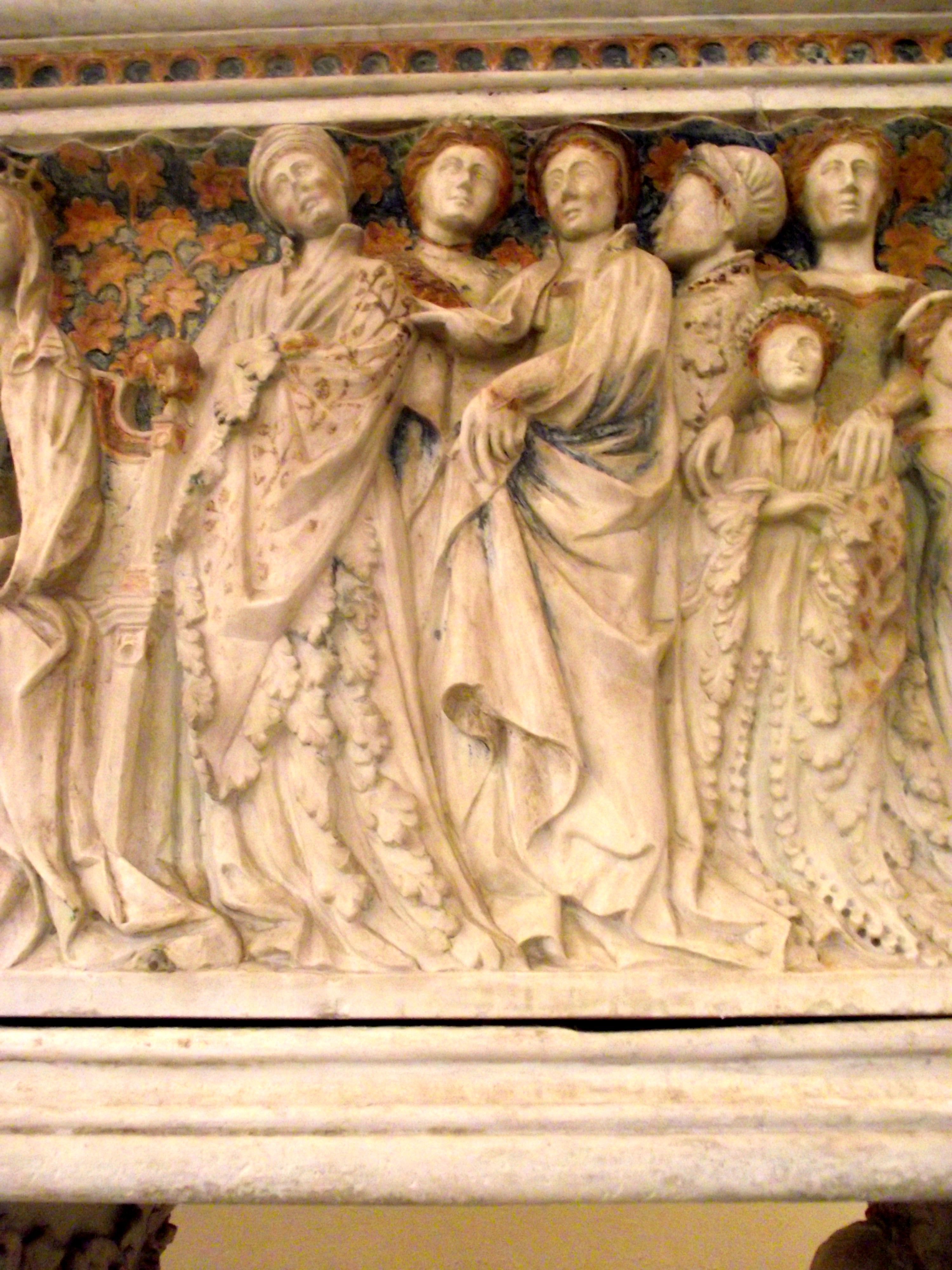
Monument funéraire de Marguerite de Durazzo (détail), 1412, Dôme de Salerne

## Œuvres
- Tombeau d'Agnès et Clémence de Durazzo, basilique Santa Chiara, Naples,
- Monument sépulcral de Marguerite de Durazzo (1412), cathédrale, Salerne,
- Portail du Dôme de Messine (vers 1412),
- Tombeau Penna (1414), église Santa Chiara, Naples,
- Portail de la chapelle Pappacoda (1415), église Santa Chiara, Naples,
- Tombeau de Ludovico Aldomorisco (1421), basilique San Lorenzo Maggiore, Naples.

## Sources
- (it) Cet article est partiellement ou en totalité issu de l’article de Wikipédia en italien intitulé « Antonio Baboccio da Piperno » (voir la liste des auteurs).